# Підняти якорі
«Підняти якорі» (англ. Anchors Aweigh) — американський комедійний мюзикл 1945 року режисера Джорджа Сідні, головні ролі у якому виконали Френк Сінатра, Кетрін Грейсон та Джин Келлі. Два моряки йдуть у чотириденну відпустку у Голлівуд, де зустрічають молоду співачку і намагаються їй допомогти отримати прослуховування на кіностудії Metro-Goldwyn-Mayer.

## Сюжет
Джо Брейді (Джин Келлі) та Кларенс Дулітл (Френк Сінатра) — моряки ВМС США, які отримали чотириденну відпустку до Голівуду. Джо збирається провести цей час з дівчиною Лолою (яка так і не з’являється у кадрі). Кларенс, сором’язливий хорист з Брукліну, що став моряком, просить Джо навчити його знайомитися з дівчатами. Тим часом поліцейський знаходить на бульварі Дональда (Дін Стоквел), маленького хлопчика, який хоче приєднатися до флоту,  і забирає його до поліцейського відділку. Поліція зустрічає Джо та Кларенса і також забирає їх до відділку, аби вони переконали Дональда повернутися додому. Вони відвозять хлопчика додому та розважають його, поки не повернеться тітка Сюзі (Кетрін Грейсон), що виховує хлопчика. Моряки очікують зустріти стару леді, проте Сюзі виявляється молодою гарненькою співачкою, у яку одразу закохується Кларенс. 
Сюзан розповідає, що намагається знайти роботу у музиці й прагне виступити зі знаменитим Хосе Ітурбі. Намагаючись привернути увагу Сюзан до Кларенса, Джо говорить їй, що Кларенс — близький друг Ітурбі й домовився з ним про прослуховування для Сюзан. Увечері вони втрьох ідуть до кафе, де Кларенс зустрічає дівчину з Брукліну (Памела Бріттон), спілкуючись з якою, він забуває про свою сором’язливість. Наступного дня Джо відвідує школу Дональда, де розповідає історію про те, як він отримав свою медаль — розвеселивши самотнього короля (роль якого виконує мишеня Джеррі з мультфільму про Тома і Джеррі) і принісши радість тваринам цього королівства.
Кларенс у цей час намагається потрапити до студії MGM, аби зустрітися з Ітурбі, проте зазнає невдачі. Після багатьох провальних спроб знайти Ітурбі, Кларенс втрачає надію і хоче розповісти всю правду Сюзан. У день прослуховування (останній день відпустки Джо і Кларенса) Сюзі зустрічає у кафе Ітурбі, який нічого не знає про прослуховування. Зрозумівши, що її обдурили, Сюзан стає дуже зла на Джо, у якого встигла закохатися. Ітурбі її заспокоює та погоджується провести для неї пробний запис, який виявляється дуже успішним. Тим часом Кларенс розуміє, що насправді він закоханий у дівчину з Брукліну. Фільм закінчується тим, що Ітурбі диригує хором, який виконує «Anchors Aweigh» (бойову пісню ВМС США), а Джо, Сюзан, Кларенс та дівчина з Брукліну цілуються.

## У ролях
| Актор          | Роль                                          |
| -------------- | --------------------------------------------- |
| Френк Сінатра  | матрос першого класу Кларенс «Бруклін» Дулітл |
| Кетрін Грейсон | Сюзан Еббот                                   |
| Джин Келлі     | петті-офіцер ІІ класу Джозеф «Джо» Брейді     |
| Хосе Ітурбі    | у ролі самого себе                            |
| Дін Стоквелл   | Дональд Мартін                                |
| Біллі Гілберт  | менеджер кафе                                 |
| Памела Бріттон | Дівчина з Брукліну                            |
| Леон Еймс      | помічник Адмірала                             |
| Грейді Саттон  | Бертрам Крейлер                               |
| Сара Бернер    | мишеня Джеррі (озвучування)                   |

## Пісні
1. «Main Title» – Оркестр студії MGM
2. «Anchors Aweigh» – Оркестр студії MGM і Хосе Ітурбі
3. «We Hate to Leave» – Джин Келлі, Френк Сінатра
4. «Brahms's Lullaby» – Френк Сінатра
5. «I Begged Her» – Джин Келлі, Френк Сінатра
6. «If You Knew Susie» – Френк Сінатра, Джин Келлі
7. «Jealousy» – Кетрін Грейсон
8. «What Makes the Sunset» – Френк Сінатра
9. «(All of a Sudden) My Heart Sings» – Кетрін Грейсон
10. «The Donkey Serenade» – Хосе Ітурбі
11. «The King Who Couldn't Sing and Dance» – Джин Келлі
12. «The Worry Song» – Джин Келлі, Сара Бернер (як мишеня Джеррі)
13. «The Charm of You» – Френк Сінатра (рідкісна поява гітариста Беніто Майорга разом з оркестром)
14. «Las Chiapanecas» – Джин Келлі, Шерон МакМанус
15. «Liszt's Hungarian Rhapsody No. 2» – Хосе Ітурбі
16. «I Fall in Love Too Easily» – Френк Сінатра
17. «La cumparsita» – Джин Келлі
18. «Waltz Serenade» – Кетрін Грейсон
19. «Anchors Aweigh (Reprise)» – Дін Стоквел
20. «Anchors Aweigh (Reprise 2)» – Оркестр студії MGM

## Нагороди й номінації
- Нагорода: премія «Оскар» за найкращу музику до музичного фільму (Джорджі Столл)
- Номінація: премія «Оскар» за найкращий фільм
- Номінація: премія «Оскар» за найкращу чоловічу роль (Джин Келлі)
- Номінація: премія «Оскар» за найкращу операторську роботу
- Номінація: премія «Оскар» за найкращу пісню до фільму («I Fall In Love Too Easily», слова та музика Семмі Кан і Джул Стайн, виконує Френк Сінатра)